# Vitanovići Donji
Vitanovići Donji (Serbisch-kyrillisch: Витановићи Доњи) ist ein Dorf im Brčko-Distrikt in Bosnien und Herzegowina.

## Bevölkerung
Laut der Volkszählung vom Jahr 2013 lebten 396 Einwohner in Vitanovići Donji. Die meisten davon waren ethnische Kroaten.
| Ethnische Gruppe | Anzahl | Prozent |
| ---------------- | ------ | ------- |
| Kroaten          | 352    | 088,9 % |
| Serben           | 027    | 06,8 %  |
| Bosniaken        | 017    | 04,3 %  |
| Gesamt           | 396    | 100 %   |

| Jahr | Einwohner |
| ---- | --------- |
| 1961 | 528       |
| 1971 | 300       |
| 1981 | 305       |
| 1991 | 419       |
| 2013 | 396       |